# Polifemo

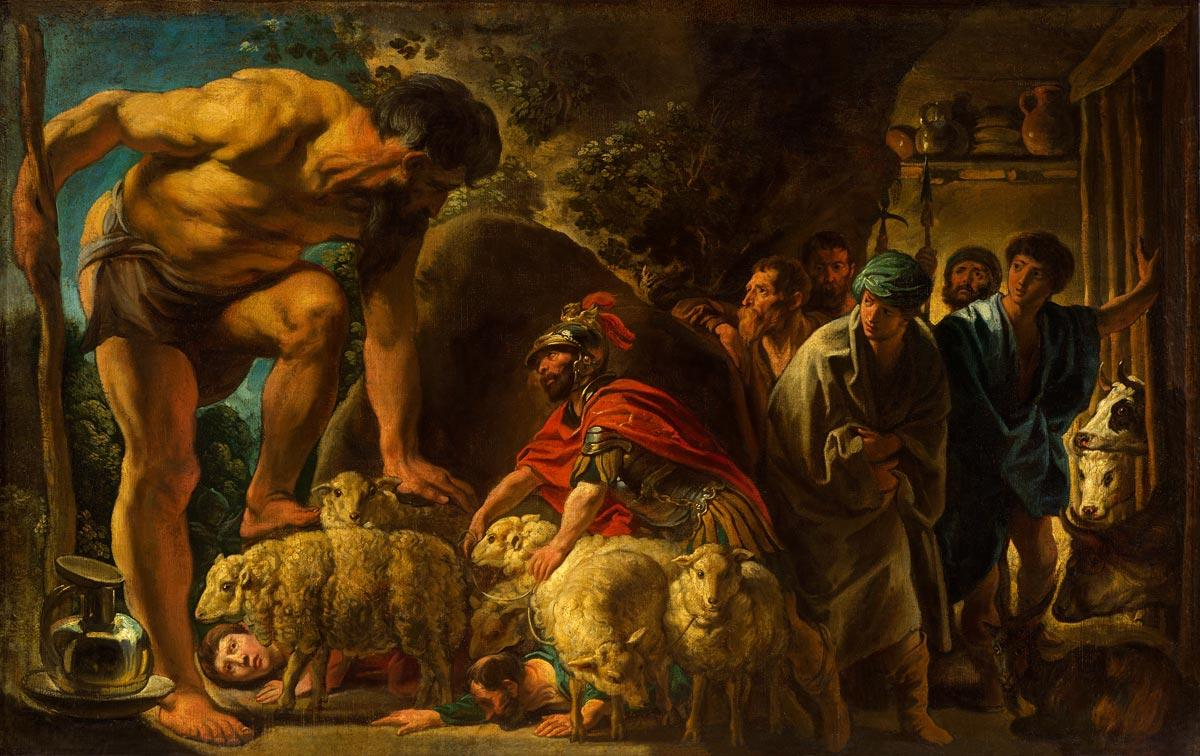
Odiseo en la cueva de Polifemo, Jacob Jordaens, primera mitad del.

En la mitología griega, Polifemo (en griego antiguo, Polyphêmos: ‘de muchas palabras’) es el más famoso de los cíclopes, hijo de Poseidón. Se le suele representar como un horrible ogro barbudo con un solo ojo en la frente, los colmillos de sable enormes y las orejas puntiagudas de un sátiro, lo que le hace diferente de los humanos.
Ya en la Odisea se nos dice que Polifemo es hijo de Poseidón y de Toosa, hija de Forcis. Fuentes tardías alegan que Polifemo, Antífates y Cíclope eran hijos de Sicano, hijo a su vez de Briareo. Otros más alegan que Gálato, epónimo de los gálatas, era hijo de Polifemo y Galatea; o bien esta pareja engendró tres hijos: Gálato, Celto e Ilirio, epónimos estos dos últimos de los celtas y los ilirios, respectivamente.

## Polifemo en laOdiseade Homero
En el canto IX de la Odisea de Homero, una partida de reconocimiento encabezada por Odiseo, héroe de la Guerra de Troya, llegó a la isla de los Cíclopes y se aventuró en una gran cueva. En ella entraron y empezaron a darse un banquete con la comida que allí había. No sabían que dicha cueva era el hogar donde vivía Polifemo, quien pronto se topó con los intrusos y los encerró en ella. Entonces empezó a devorar a varios de ellos, pero Odiseo urdió un astuto plan para escapar.
Para hacer que Polifemo se confiase, Odiseo le dio un barril lleno de vino muy fuerte sin aguar. Cuando Polifemo le preguntó su nombre, Odiseo le dijo que se llamaba ουτις (outis), un nombre que puede traducirse como 'Ningún hombre' o 'Nadie'. Cuando el gigante, borracho, cayó dormido, Odiseo y sus hombres tomaron una lanza fraguada y la clavaron en el único ojo de Polifemo. Este empezó a gritar a los demás cíclopes que «Nadie» le había herido, por lo que entendieron que Polifemo se había vuelto loco, llegaron a la conclusión de que había sido maldecido por un dios, y por tanto no intervinieron. Por la mañana, Odiseo ató a sus hombres y a sí mismo al vientre de las ovejas de Polifemo. Cuando el cíclope llevó a las ovejas a pastar, palpó sus lomos para asegurarse de que los hombres no las montaban, pues al estar ciego no podía verlos. Pero no le palpó los vientres al ganado, así que huyeron los hombres.

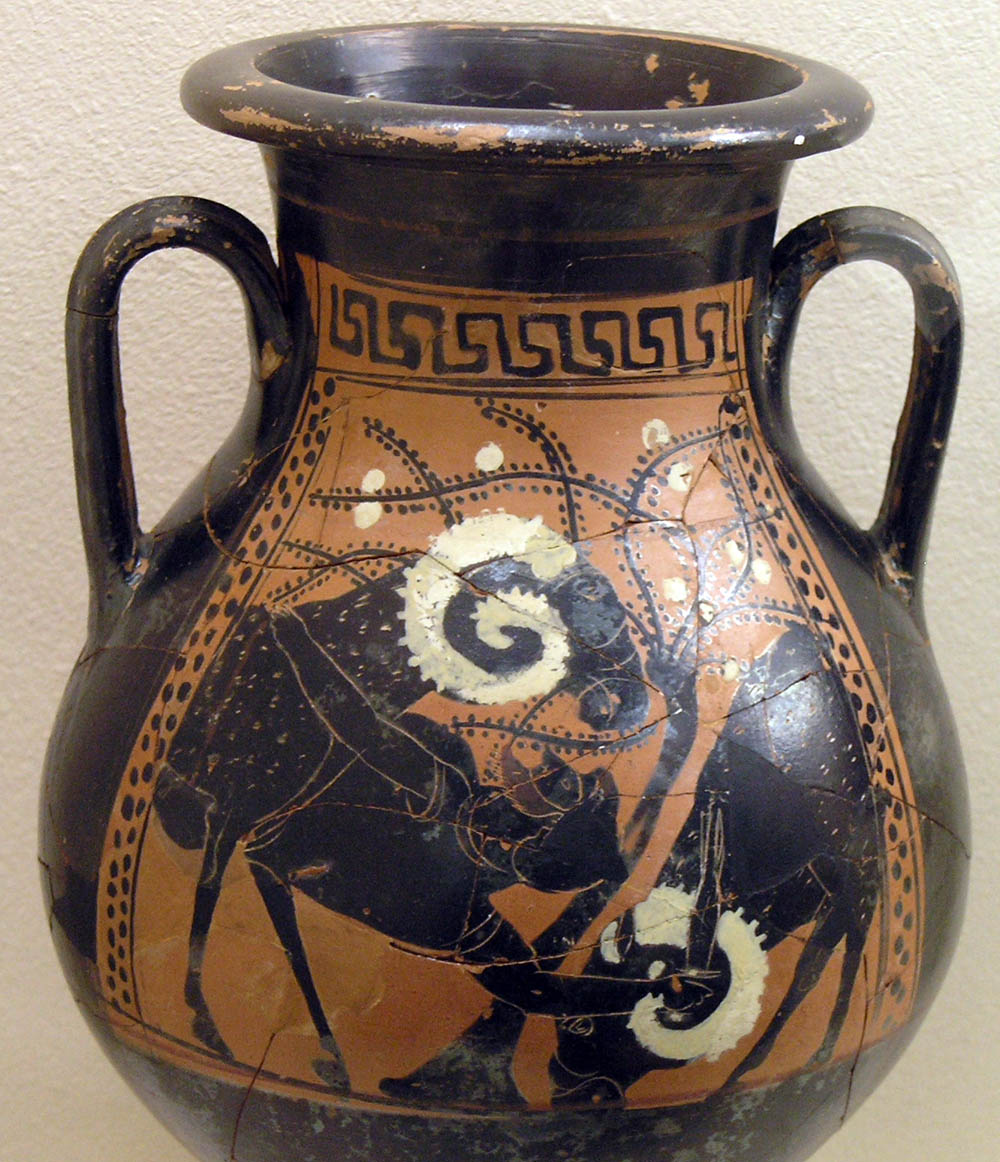
Odiseo escapa de la cueva de Polifemo. Cerámica de figuras negras ca. 500 a. C.

Cuando las ovejas y los hombres, unas y otros, ya estaban fuera, Polifemo advirtió que los últimos ya no estaban en la cueva. Cuando ya se alejaba con los suyos, navegando, Odiseo gritó a Polifemo: 

¡No te hirió Nadie, sino Odiseo!

Desafortunadamente, no sabía que Polifemo era hijo de Poseidón. Polifemo maldijo entonces a Odiseo, y les lanzó una pesada roca que cayó tras el barco. El padre del cíclope, Poseidón, causó grandes calamidades a Odiseo y a sus hombres durante todo el resto de su viaje.

## Polifemo enEl Cíclopede Eurípides
Esta historia de la Odisea se cuenta más humorísticamente en el único drama satírico conservado de Eurípides, titulado El Cíclope, en el que se atribuye al monstruo una tendencia homosexual, teniendo una relación amorosa con Sileno.

## Polifemo en laEneidade Virgilio
En el libro III de la Eneida, Eneas y sus compañeros, tras ser despedidos por Héleno y navegar desde Epiro hasta Sicilia, se encontraron con Aqueménides (Ἀχαιμενίδης), un desventurado compañero de Odiseo, abandonado en la isla de los Cíclopes. Luego de escuchar sus súplicas de socorro y ceder ante estas, fueron descubiertos por Polifemo que, con un pavoroso clamor —que conmovió el océano— advirtió de la presencia de los intrusos al resto de los cíclopes. Aterrorizados, Eneas, Aqueménides y el resto de la tripulación, lograron por fin escapar con ayuda de los vientos.

## Acis y Galatea
En su ditirambo Cíclope o Galatea el poeta de los siglos V. / IV a. C. Filóxeno de Citera trató por primera vez el amor desdichado de Polifemo por Galatea, una ninfa nereida. Le siguió el poeta griego de Sicilia Teócrito, quien escribió dos poemas en torno al año 275 a. C. sobre dicho amor. Posteriormente, Ovidio retomó la trama en sus Metamorfosis, introduciendo al personaje de Acis, amado de Galatea.
Según la versión ovidiana, cuando Galatea rechazó al cíclope Polifemo en favor del pastor siciliano Acis, el cíclope, celoso, mató al pastor arrojándole un canto rodado. Galatea transformó la sangre de Acis en un río de Sicilia que lleva ese nombre. Así Acis se transformó en un dios río.

## Otros personajes mitológicos
También se llamaba Polifemo uno de los argonautas . Ayudó a Heracles en su busca de Hilas, y ambos fueron abandonados por el Argo.

## Polifemo en la literatura barroca
La historia de la tragedia romántica de Acis y Galatea ha sido continuada en la literatura y música occidentales. Así, por ejemplo, en la literatura española, el poeta pre-barroco Luis Carrillo y Sotomayor es autor de la Fábula de Acis y Galatea. Cristóbal de Castillejo tradujo el mito ovidiano en una composición que llamó Canto de Polifemo. Pero, sin duda, la versión más conocida es la que escribió Góngora: la Fábula de Polifemo y Galatea, que tuvo diversas continuaciones burlescas y a lo divino. Georg Friedrich Händel estrenó en 1718 la ópera Acis y Galatea (con libreto de John Gay, Alexander Pope y John Hughes), y Nicola Porpora escribió la ópera Polifemo.
La presencia del personaje de Polifemo más allá de la Odisea está atestiguada en otros géneros de mayor brevedad que aquel al que pertenece la obra homérica. Entre otros ejemplos, están un ditirambo de Filóxeno de Citera, un epigrama de Calímaco, un diálogo cómico de Luciano de Samosata, un drama satírico de Eurípides, etc. Especialmente importantes para el poema de Góngora, son dos composiciones del escritor siciliano Teócrito (ca. 300-260 a. C.) y el tratamiento del asunto por parte de Ovidio en sus Metamorfosis, responsable de la innovación de introducir el personaje de Acis.
Más próximos en el tiempo a Góngora, resultan importantes los escritores italianos del humanismo Giovanni Gioviano Pontano (que destaca por la introducción de matices sensuales en la historia), Giovan Battista Marino (que se planteó el problema de la independencia de las formas estrófica empleada en relación con el poema como un todo) y Tommaso Stigliani (inspirador de una amplificación, estrofas de la LV a la LVIII, utilizada por Góngora en su poema), de cuyas recreaciones del mito pudo hacer una lectura atenta el poeta español.
Igualmente, son relevantes las traducciones hechas de los textos griegos que tratan el mito y, por supuesto, de las citadas Metamorfosis de Ovidio, que Góngora, además de consultar en el original, pudo haber leído en las versiones de Anguillara y Sánchez de Viana.
De la comparación entre sus respectivos tratamientos, se concluye que la mayor extensión del texto gongorino se debe a la inserción de un relato nunca antes ensayado: el del proceso de enamoramiento de Acis y Galatea y la culminación sensual del mismo.

## Enlaces externos

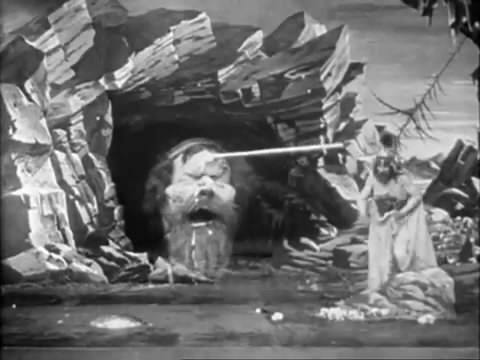
Fotograma del corto de Méliès.

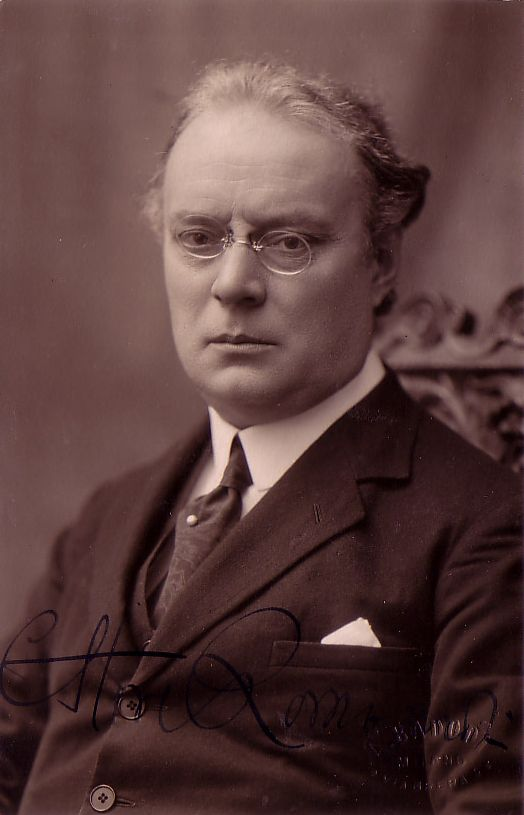
Ettore Romagnoli.